# Edward Bransfield

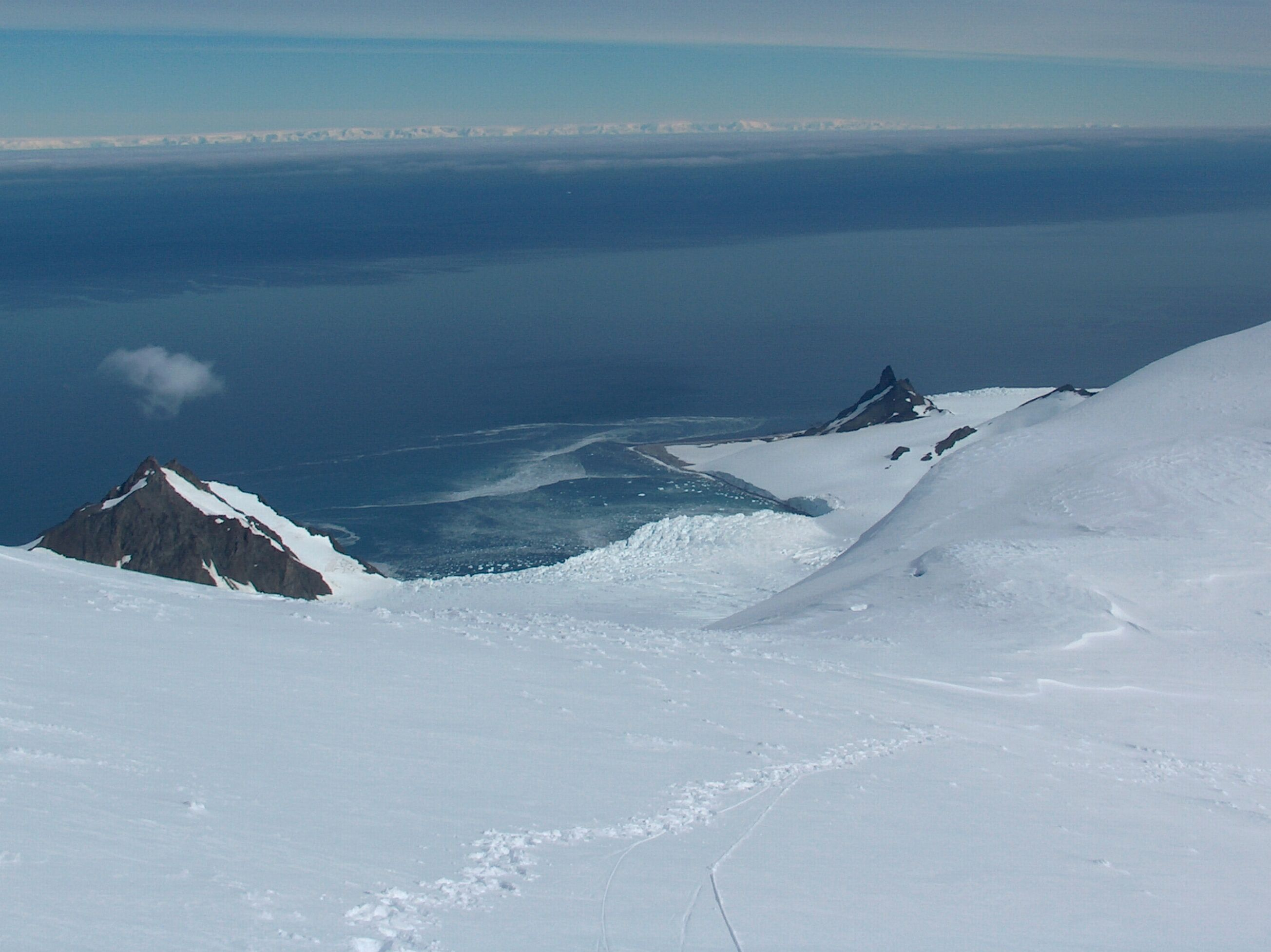
Estreito de Bransfield, nomeado em sua homenagem, nas montanhas Tangra, ilha Livingston. Ao fundo, a península Antártica.

Edward Bransfield (Ballinacurra, condado de Cork, Irlanda, 1785 - 1852) foi um capitão da Marinha Real Britânica, considerado como o codescobridor da Antártida, em 1820, juntamente com Nathaniel Palmer e Fabian Gottlieb Thaddeus von Bellingshausen.

## Juventude
Edward Bransfield nasceu em Ballinacurra, County Cork, Irlanda, por volta de 1785. Embora pouco se saiba sobre a família de Edward ou sua infância, acredita-se que os Bransfields tenham sido uma família católica bem conhecida e respeitada. Eles podem ter tido dinheiro suficiente para pagar a educação de Edward, mas por causa das Leis Penais, é mais provável que ele tenha frequentado uma escola de hedge local. Em 2 de junho de 1803, Bransfield, então com dezoito anos, foi removido por marinheiros britânicos do barco de pesca de seu pai e convocado para a Marinha Real.
Ele começou como um marinheiro comum no navio de primeira classe de 110 canhões da linha HMS Ville de Paris, onde dividia alojamento com William Edward Parry, então aspirante a marinheiro de 12 anos; Mais tarde, Parry também se tornou conhecido na exploração polar. Bransfield foi classificado como um marinheiro competente em 1805 e foi nomeado para o HMS Royal Sovereign de 110 canhões (que havia participado da Batalha de Trafalgar); ele foi promovido em 1806 a marinheiro hábil, então segundo companheiro de mestre em 1808, aspirante em 1808, escriturário em 1809, e aspirante novamente em 1811. Em 1812, ele havia alcançado o posto de segundo mestre, e no mesmo ano ele foi feito mestre agindo em HMS Pintassilgo, a 10-gun Cherokee de classe brig-saveiro.
Entre os anos 1814 e 1816, Bransfield serviu brevemente como comandante em muitos navios de quinta categoria. Em 21 de fevereiro de 1816, ele foi nomeado comandante do HMS Severn de quarta categoria com 50 canhões, liderando-o no Bombardeio de Argel. Durante setembro de 1817, foi nomeado mestre do HMS Andromache sob o comando do Capitão WH Shirreff. Foi durante essa viagem de serviço que ele foi enviado para nova da Royal Navy Pacífico Esquadrão off Valparaíso, no Chile.

## Exploração antártica
Durante 1773, James Cook navegou além do Círculo Antártico, observando com orgulho em seu diário que ele foi "sem dúvida o primeiro que cruzou essa linha". No ano seguinte, Cook circunavegou a Antártica completamente e atingiu a latitude de 71° 10'S antes de ser empurrado de volta pelo gelo. Embora Cook não tenha conseguido ver a Antártica, ele dissipou de uma vez por todas o mito de que um continente fértil e populoso cercava o Polo Sul. Não surpreendentemente, o Almirantado Britânico perdeu o interesse na Antártica e voltou sua atenção para a busca contínua pela Passagem Noroeste. Quase meio século se passou antes que qualquer outra pessoa fosse conhecida por ter viajado para o sul até Cook.
Em 1819, ao contornar o cabo Horn, William Smith, o proprietário e capitão do navio mercante inglês Williams, foi levado para o sul por ventos adversos e descobriu o que veio a ser conhecido como as Ilhas Shetland do Sul. Quando a notícia de sua descoberta chegou a Valparaíso, o capitão Shirreff, da Marinha Real, decidiu que o assunto merecia uma investigação mais aprofundada. Ele fretou o Williams e nomeou Bransfield, dois aspirantes e o cirurgião do navio HMS Slaney para examinar as ilhas recém-descobertas. Smith permaneceu a bordo, atuando como piloto de Bransfield.
Depois de uma viagem breve e sem intercorrências no Oceano Antártico, Bransfield e Smith chegaram às Ilhas Shetland do Sul. Bransfield desembarcou na Ilha King George e tomou posse formal em nome do Rei George III (que havia morrido no dia anterior, em 29 de janeiro de 1820). Ele então prosseguiu na direção sudoeste passando a Ilha da Decepção, sem investigar ou mapear. Virando-se para o sul, ele cruzou o que agora é conhecido como Estreito de Bransfield (batizado em sua homenagem por James Weddell em 1822) e, em 30 de janeiro de 1820, avistou a Península da Trindade, o ponto mais ao norte do continente Antártico. Bransfield fez uma anotação em seu diário de duas "altas montanhas, cobertas de neve", uma das quais foi posteriormente denominada Monte Bransfield por Jules Dumont d'Urville em sua homenagem.
Sem o conhecimento de Bransfield, dois dias antes, em 28 de janeiro de 1820, o explorador russo Fabian Gottlieb von Bellingshausen pode ter avistado uma linha costeira gelada agora conhecida como parte da Antártica Oriental. Com base nesse avistamento e nas coordenadas fornecidas em seu diário de bordo, alguns (por exemplo, o historiador polar britânico AGE Jones) atribuíram a Bellingshausen a descoberta do continente.
Tendo mapeado um segmento da Península Trinity, Bransfield seguiu a borda do manto de gelo da Antártica em uma direção nordeste e descobriu vários pontos na Ilha Elefante e na Ilha Clarence, que ele também reivindicou formalmente para a Coroa Britânica. Ele não navegou ao redor da Ilha Elefante e não deu um nome, embora tenha mapeado a Ilha Clarence completamente.
Quando Bransfield voltou a Valparaíso, deu seus mapas e diário ao capitão Shirreff, que os entregou ao Almirantado. As cartas originais ainda estão em posse do departamento hidrográfico em Taunton, Somerset, mas o diário de Bransfield foi perdido. O Almirantado, ao que parece, estava ainda mais interessado na busca pela Passagem Noroeste. Dois relatos privados da viagem histórica de Bransfield foram publicados durante 1821. Nos últimos anos, o diário de um dos aspirantes, Charles Poynter, foi descoberto na Nova Zelândia. Um relato foi publicado pela Hakluyt Society, editado por Richard Campbell, RN.

## Vida posterior
O restante da vida de Bransfield é obscuro. Ele morreu em 31 de outubro de 1852 com a idade de 66 ou 67 anos e foi enterrado em Brighton, Inglaterra. Sua esposa sobreviveu a ele e foi enterrada na mesma sepultura após sua morte em 1863.

## Legado e honras
Bransfield Island, Bransfield Strait, Bransfield Trough, Bransfield Rocks e Mount Bransfield foram todos nomeados em sua homenagem.
Em 1999, o túmulo de Edward Bransfield, descoberto em estado deteriorado no cemitério de uma igreja de Brighton, foi reformado (financiado por doações de caridade) por Sheila Bransfield. Em 2002, ela concluiu uma tese de mestrado sobre o papel dele na descoberta da Antártica no Greenwich Maritime Institute. O evento foi marcado por uma cerimônia com a presença de vários dignitários.
Em 2000, o Royal Mail emitiu um selo comemorativo em homenagem a Bransfield, mas como nenhuma imagem dele pôde ser encontrada, o selo retratou o RRS Bransfield, um navio de pesquisa da Antártica com seu nome.

Em janeiro de 2020, no 200º aniversário de sua descoberta da Antártica, um monumento comemorativo foi inaugurado em sua cidade natal, Ballincurra, no condado de Cork, na Irlanda.